# Jakob Sommer (Politiker)
Jakob Sommer (* 23. Februar 1893 in Ludwigshafen am Rhein; † 10. März 1955 in Mannheim) war ein deutscher Politiker (SPD).

## Leben und Beruf

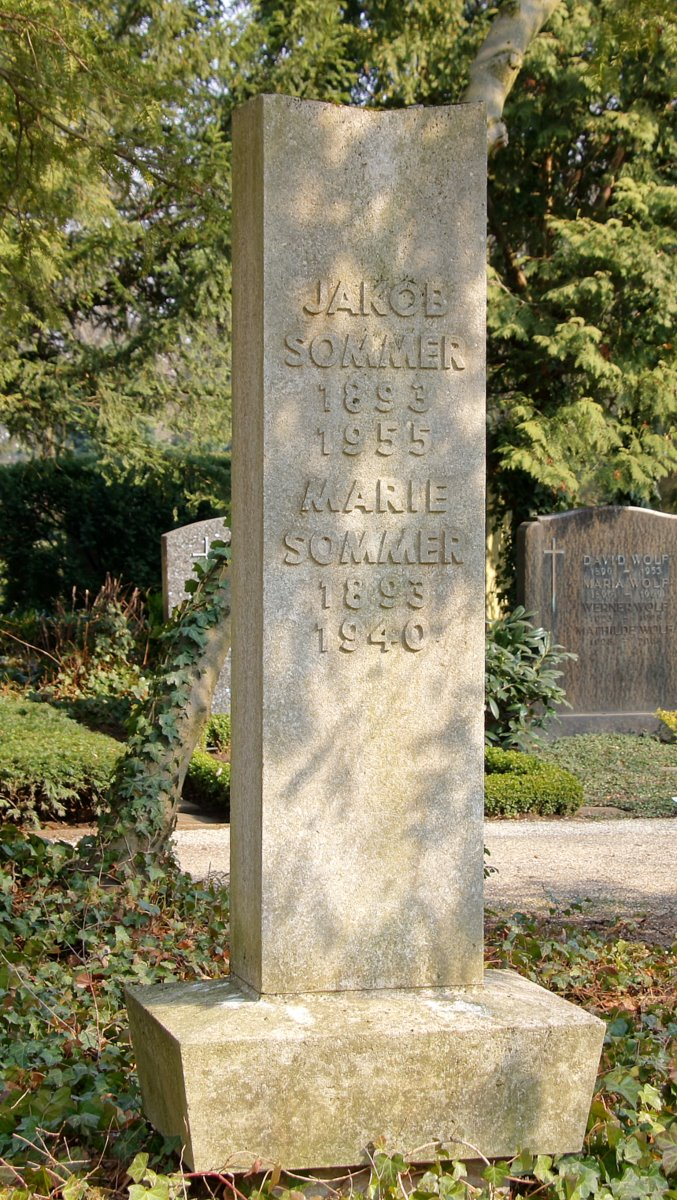
Sommers Grab in Mannheim

Sommer absolvierte nach der Volksschule in Ludwigshafen am Rhein eine Lehre zum Eisendreher bei Hutchinson in Mannheim und war dann in diesem Beruf tätig in Mannheim, Ludwigshafen am Rhein und Frankfurt am Main. Von 1922 an war er Betriebsratsvorsitzender des BASF-Werks in Oppau. 1928 wurde er Parteisekretär der SPD in Mannheim. Nach der „Machtergreifung“ der Nationalsozialisten kam er 1933/34 in Untersuchungshaft und war dann aus politischen Gründen arbeitslos. Ab 1937 war er bei der Heinrich Lanz AG beschäftigt und nach dem Zweiten Weltkrieg wurde er 1947 Geschäftsführer der Mannheimer AOK. Sommer war verheiratet mit Marie Müller (1893–1940) und hatte zwei Kinder.
Das Grab auf dem Hauptfriedhof Mannheim besteht aus einer hohen, schmalen Muschelkalkstele auf kleinem sarkophagähnlichem Sockel.

## Politik
1917 wurde Sommer Mitglied der SPD, ehe er 1920 zur USPD wechselte und in Ludwigshafen Parteivorsitzender wurde. Zwei Jahre später ging er wieder zur SPD und war dann bis 1928 SPD-Vorsitzender in Ludwigshafen. Darüber hinaus war er von 1925 bis 1930 Stadtrat. 1933 wurde er Abgeordneter im Landtag der Republik Baden. 1945 wurde Sommer in Mannheim in den Beirat von Oberbürgermeister Josef Braun berufen. Von 1946 bis zu seinem Tod 1955 war er Mitglied des Mannheimer Gemeinderats und dort Vorsitzender der SPD-Fraktion.